# Corpo de Bombeiros Militar do Estado de Minas Gerais
Corpo de Bombeiros Militar do Estado de Minas Gerais (CBMMG) é uma Corporação cuja principal missão consiste na execução de atividades de defesa civil, prevenção e combate a incêndios, buscas, salvamentos e socorros públicos no âmbito do estado de Minas Gerais.
Ele é Força Auxiliar e Reserva do Exército Brasileiro, e integra o Sistema de Segurança Pública e Defesa Social do Brasil. Seus integrantes são denominados Militares dos Estados pela Constituição Federal de 1988, assim como os membros da Polícia Militar do Estado de Minas Gerais.

## Histórico

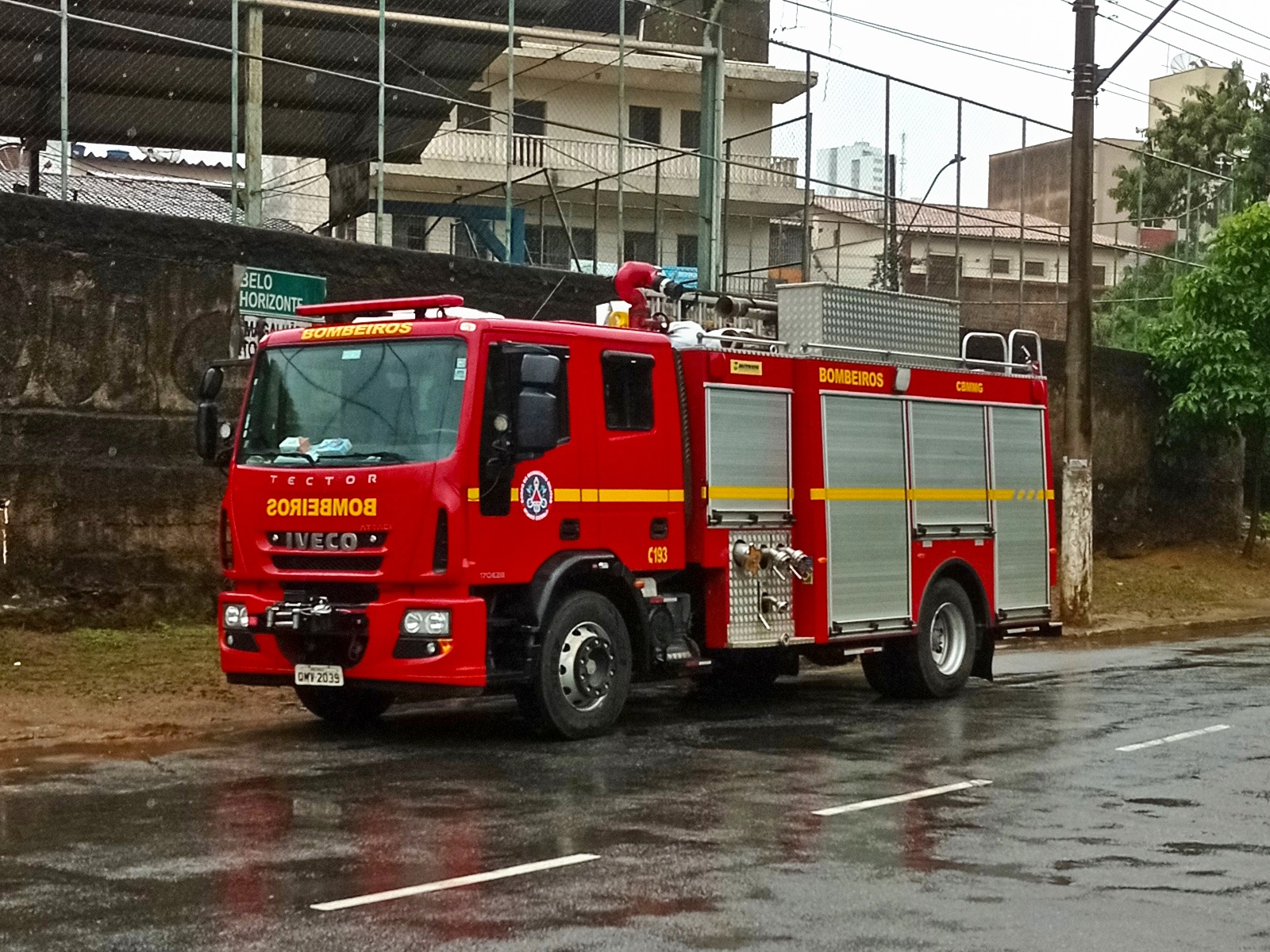
Caminhão do CBMMG em Coronel Fabriciano, no Vale do Aço.

As obras e construções da nova capital do Estado de Minas Gerais, que foi oficialmente inaugurada em 1887, fizeram surgir as primeiras considerações e advertências sobre possíveis vulnerabilidades e riscos aos quais a nova cidade estava exposta. Quatro meses após sua inauguração oficial, a nova capital registrou seu primeiro incêndio, curiosamente no local destinado a abrigar a força policial, mais especificamente no Quartel da Brigada Policial. Naquele evento os trabalhos de combate as chamas funcionaram de forma rudimentar. Contou-se apenas com a coragem de militares da Brigada policial e de alguns moradores, além de duas bombas manuais de combate a incêndios. No entanto, o lado bom foi o de ter despertado as autoridades da época para a necessidade de se criar um serviço organizado de extinção de incêndios.
Em 31 de agosto de 1911, o Presidente do estado de Minas Gerais, Júlio Bueno Brandão, criou através da lei 557 a Seção de Bombeiros. De acordo com a legislação, o efetivo previsto para servir na futura Seção deveria ser retirado da Guarda Civil do Estado de Minas Gerais. Constam nos registros que daquela Corporação saíram onze guardas civis, em maio de 1912, que partiram em direção à capital federal, à época a cidade do Rio de Janeiro, com a tarefa de se tornarem bombeiros. O período previsto para o treinamento dos guardas no Corpo de Bombeiros Militar da capital federal era de quatro meses, tendo abrangido os meses entre maio a agosto daquele ano e, quando do seu término, os guardas foram elogiados a pedido do coronel comandante geral do Corpo de Bombeiros do Rio de Janeiro. Apesar desse elogio, durante o treinamento ocorreu pelo menos um incidente que, possivelmente, repercutiu na mudança de planos quanto ao aproveitamento dos guardas no serviço de bombeiros: em documento, José Ignácio Martins, encarregado dos guardas em treinamento, escreveu ao chefe de polícia de Minas Gerais noticiando que os guardas tinham bom aproveitamento nos treinamentos, já sendo, até mesmo, enviados para ocorrências em que podiam aplicar os conhecimentos adquiridos. No mesmo documento, entretanto, narrou um desentendimento protagonizado entre um sargento daquele Corpo e o guarda civil Rodrigo José Murta. De acordo com o relato, o guarda Murta se desentendeu com o primeiro sargento Guimarães ao observar que ele reprimia o guarda José de Freitas Dungas, além do fato de chamar toda a turma de guardas civis de "indisciplinados". Houve uma discussão entre os dois, e esse fato foi comunicado ao comandante do batalhão que, por seu turno, adotou medida disciplinar em desfavor do guarda, com aplicação de dez dias de prisão como pena. Em seu relato, Rodrigo Murta insurge não aceitando a sanção.
Logo após o término dos treinamentos no Rio de Janeiro, os onze guardas estavam prontos para exercerem as funções de bombeiros, porém o fato que não se consolidou oficialmente. Eles voltaram às suas antigas funções de guardas civis e não puderam desempenhar de imediato o trabalho de bombeiro, tendo em vista duas situações: não havia ainda sido organizada a Seção de Bombeiros e, além disso, a partir de outubro daquele mesmo ano, quinze novos alunos, desta vez retirados da Força Pública de Minas Gerais partiriam, a exemplo dos onze guardas, para treinamento no Rio, com o objetivo de se tornarem bombeiros. Inicialmente houve uma pequena disputa entre a extinta Guarda Civil, segmento uniformizado da Polícia Civil de Minas Gerais, e a Força Pública do Estado, atual Polícia Militar, sobre o controle da nova corporação. Prevaleceu a instituição militar, sendo efetivada uma Companhia de Bombeiros anexa ao 1º Batalhão da Força Pública, em 1913.
No período ditatorial de Getúlio Vargas, o Corpo de Bombeiros mineiro foi desvinculado das Polícia Militar, voltando a ser reintegrado em 1966. Em 1999 o CBMMG readquiriu autonomia da Polícia Militar, passando a dispor de estrutura administrativa e financeira próprias. Houve também, na mesma época, a mudança do nome de "Corpo de Bombeiros da Polícia Militar" para "Corpo de Bombeiros Militar de Minas Gerais". O fardamento da Corporação foi completamente reformulado, com vistas a diferenciá-la da PMMG.
Em 30 de abril de 2019, o corpo foi agraciado com a insígnia da Ordem de Rio Branco pelo governo brasileiro.

## Denominações
- Companhia de Bombeiros - 1913;
- Companhia dos Sapadores Bombeiros[6] - 1926
- Corpo de Bombeiros da Força Pública[7] - 1931
- Corpo de Bombeiros do Estado[8] - 1934
- Corpo de Bombeiros da Polícia Militar[3] - 1966
- Corpo de Bombeiros Militar de Minas Gerais[4] - 1999

## Sobre o Corpo de Bombeiros Militar de Minas Gerais
A organização básica do Corpo de Bombeiros de Minas Gerais é disposta na Lei Complementar estadual Nº 54, de 1999 que, além das ações de socorrimento público e outras ligadas a ações de defesa civil, atribui também à corporação ações relacionadas à prevenção de incêndios, a qual tem hoje demasiada relevância para sua atuação. O CBMMG possui autonomia administrativa e financeira desde sua desvinculação definitiva da Policia Militar do Estado de Minas Gerais, o que se deu por meio da Emenda à Constituição do Estado nº 39, de 2 de Junho de 1999. Compartilha com aquela corporação policial legislações específicas, especialmente as que se referem aos militares estaduais, tais como Código de Ética (Lei Estadual nº 14.310/2002), Lei 5.301/1969 (Estatuto dos Militares Estaduais de Minas Gerais), dentre outras normativas e legislações.
O Corpo de Bombeiro Militar possui academia de formação própria desde o ano 2011, formando e aperfeiçoando Oficiais e Praças dos seus quadros de pessoal por meio de diversos cursos, incluindo modalidades a distância (EAD). Todos os militares estaduais (Bombeiros e Policiais) podem utilizar o sistema de saúde composto por rede orgânica e rede contratada, que é proporcionado por meio do IPSM (Instituto de Previdência dos Servidores Militares). Uma mudança significativa de imagem foi a troca da cor do uniforme de seus militares, que passou de marrom caqui para tons de cinza. As insígnias militares de Oficiais e Praças da corporação permanecem as mesmas, havendo desta forma paridade com as insígnias da PMMG, que distinguem graduações (para Praças) e postos (para Oficiais). O processo de formação passou por uma mudança significativa, pois a nova formação do Bombeiro é voltada para o salvamento, socorro e outras típicas da atividade-fim e há diminuição de atividades típicas de polícia, ao contrário do que foi antes da separação. As bases da Corporação tem orientação tipicamente militares, ou seja, a hierarquia e a disciplina.

## Estrutura operacional
- 1º BBM (Batalhão de Bombeiro Militar) - Belo Horizonte;
- PA Centro;
- PA Saudade;
- PA Santa Lúcia;
- 2º BBM - Contagem;
- PA CEASA
- PA Barreiro
- PA Ribeirão das Neves
- PA Juatuba
- 3º BBM - Belo Horizonte;
  - Pelotão Cidade Administrativa
  - Pelotão Venda Nova;
  - Pelotão Vespasiano;
  - Pelotão Sabará;
  - Pelotão Nova União;-
  - Pelotão Ipiranga;
- 4º BBM - Juiz de Fora;
  - PA Zona Norte/PEMAD
  - PA Zona Sul (UFJF)
- 5º BBM - Uberlândia;
- 6º BBM - Governador Valadares;
  - PA Ibituruna;
- 7º BBM - Montes Claros;
- 8º BBM - Uberaba;
- 9º BBM - Varginha;
- 10º BBM - Divinópolis;
- 11º BBM - Ipatinga;
- 12º BBM - Patos de Minas.
- 1º CIBM - (Companhia Independente de Bombeiro Militar) - Poços de Caldas;
- 2º CIBM - Barbacena;
- 5º CIBM - Sete Lagoas;
- 6º CIBM - Diamantina;
- 7º CIBM - Pouso Alegre.
- B.O.A. - Batalhão de Operações Aéreas - Belo Horizonte
- B.E.M.A.D. - Batalhão de Emergências Ambientais e Resposta a Desastres - Belo Horizonte
- P.E.M.A.D. - Pelotão de Emergências Ambientais e Resposta a Desastres - Juiz de Fora
- C.O.B.O.M. - Centro de Operações de Bombeiros - Belo Horizonte
- C.A.T. - Centro de Atividades Técnicas - Belo Horizonte
- C.O.B. - Comando Operacional de Bombeiros - Belo Horizonte (1°COB) - Uberlândia (2°COB) - Juiz de Fora (3°COB) - Montes Claros (4°COB) - Governador Valadares (5°COB) - Poços de Caldas (6°COB).

A abreviação "PA" significa "Pelotão Avançado"
A abreviação "BBM" significa "Batalhão de Bombeiro Militar"
A abreviação "CIBM" significa "Companhia Independente de Bombeiro Militar"

## Estrutura Hierárquica
- Cel BM - Coronel;
- Ten Cel BM (Tenente-coronel);
- Maj BM - Major;
- Cap BM - Capitão;
- 1º Ten BM (Primeiro Tenente);
- 2ºTen BM (Segundo Tenente);
- Asp BM (Aspirante a Oficial);
- Cad BM (Cadetes de Primeiro, Segundo, Terceiro);
- Al BM (Aluno do Curso de Habilitação de Oficiais - concurso interno para Praças com mínimo de 15 anos de serviço);
- SubTen BM (Subtenente);
- 1ºSgt BM (Primeiro Sargento);
- 2ºSgt BM (Segundo Sargento);
- 3ºSgt BM (Terceiro Sargento);
- Cb BM (Cabo);
- Sd 1ª Cl BM (Soldado de Primeira Classe);
- Sd 2ª Cl BM (Soldado de Segunda Classe - "Recruta");

A complementação BM significa "Bombeiro Militar".